# Christian Debois

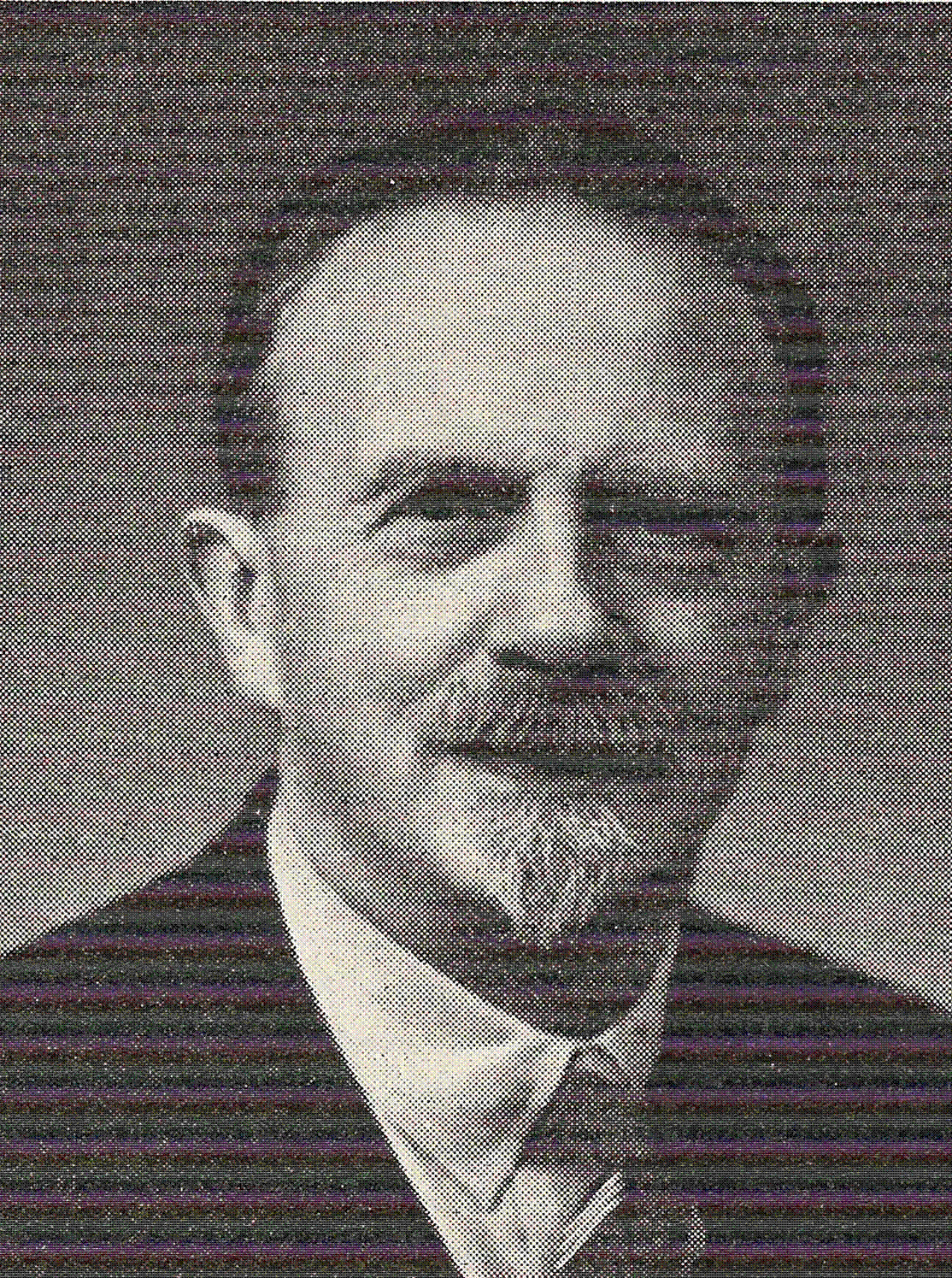
Christian Hemmingsen Debois.

Christian Hemmingsen Debois, född 27 juni 1882, död 1960, var en dansk tonsättare.
Debois blev organist i reformerta kyrkan i Köpenhamn 1911, vid Sankt Matthæuskyrkan 1919, och komponerade orgelsonater, symfonier och andra orkesterverk, körverk, kammarmusik, koraler samt operan Aka, med text av Sophus Michaëlis.